# Лозиця (Бургаська область)
Лози́ця (болг. Лозица) — село в Бургаській області Болгарії. Входить до складу общини Сунгурларе.

## Населення
За даними перепису населення 2011 року у селі проживали 12 осіб.
Розподіл населення за віком у 2011 році:
Динаміка населення: